# Gladys Powers
Gladys Stokes Luxford Powers (10 maj 1899–15 augusti 2008) antogs vid 109 års ålder vara den sista kvinnliga krigsveteranen från första världskriget efter att amerikanska Charlotte Winters avlidit den 27 mars 2007, 109 år gammal. Detta har dock ifrågasatts sedan Ivy Campany, som avled 19 december 2008, upptäckts postumt. I vilket fall som helst var hon den sista levande krigsveteranen som var bosatt i Kanada, efter att Dwight Wilson avlidit den 9 maj 2007. Den sista kända kanadensiskfödda krigsveteranen, 109-åriga John Babcock, bor i USA.
Powers föddes i Lewisham, London som dotter till Frederick Charles Stokes. Under sin barndom bodde hon i både Turkiet och Australien. 1915 anmälde hon sig som frivillig kasernservitris för Queen Mary's Army Auxiliary Corps trots att minimiåldern egentligen var 17 år. Senare omplacerades hon till Women's Royal Air Force. 1920 gifte hon sig med Edward Luxford, en kanadensisk soldat som hon träffat medan hon besökte sin äldre bror på sjukhus.
Paret Luxford flyttade till Calgary samma år och vandrade 1 000 kilometer längs Canadian Pacific Railway till British Columbia år 1925. Senare skilde de sig och Powers gifte om sig och blev änka två gånger, innan hon gifte sig med Andrew Powers 1973, som hon också överlevde. Hon bodde i Abbotsford från 1992 till sin död 2008.